# Lingue kiranti
Le lingue kiranti sono un gruppo di lingue mahakiranti parlate in Nepal, Bhutan ed India

## Distribuzione geografica
Secondo l'edizione 2009 di Ethnologue, le lingue kiranti sono parlate complessivamente da 944.000 persone. La maggior parte dei locutori sono stanziati in Nepal, ma alcune lingue sono parlate anche da piccole comunità linguistiche in Bhutan ed in India.

## Classificazione
Secondo Ethnologue (2009), nelle lingue kiranti sono ricompresi 35 idiomi, così classificati:
- Lingue kiranti orientali (26 lingue) 
  - Lingua athpariya [codice ISO 639-3 aph]
  - Lingua bantawa [bap]
  - Lingua belhariya [byw]
  - Lingua camling [rab]
  - Lingua chhintange [ctn]
  - Lingua chhulung [cur]
  - Lingua chukwa [cuw]
  - Lingua dungmali [raa]
  - Lingua kulung [kle]
  - Lingua lambichhong [lmh]
  - Lingua limbu [lif]
  - Lingua lorung settentrionale - nello standard ISO 639-3 è stata rinominata lingua lohorung [lbr] a marzo 2012[1]
  - Lingua lorung meridionale - nello standard ISO 639-3 è stata rinominata lingua yamphu meridionale [lrr] a marzo 2012[2]
  - Lingua lumba-yakkha [luu]
  - Lingua meohang orientale [emg]
  - Lingua meohang occidentale [raf]
  - Lingua nachering [ncd]
  - Lingua phangduwali [phw]
  - Lingua pongyong - il codice ISO 639-3 pgy originariamente assegnato al pongyong è stato ritirato nel 2012 perché l'idioma è ritenuto inesistente[3]
  - Lingua puma [pum]
  - Lingua saam [raq]
  - Lingua sampang [rav]
  - Lingua waling [wly]
  - Lingua yakha [ybh]
  - Lingua yamphe - il codice ISO 639-3 yma originariamento assegnato allo yamphe è stato ritirato per unione con la lingua yamphu meridionale [lrr] a marzo 2012[4]
  - Lingua yamphu [ybi]
- Lingue kiranti occidentali (9 lingue) 
  - Lingua dumi [dus]
  - Lingua jerung [jee]
  - Lingua khaling [klr]
  - Lingua koi [kkt]
  - Lingua lingkhim [lii]
  - Lingua raute [rau]
  - Lingua thulung [tdh]
  - Lingua tilung [tij]
  - Lingua wambule [wme]